# Dorota Grynczel
Dorota Grynczel (ur. 5 listopada 1950 w Jacowlanach, zm. 30 stycznia 2018 w Warszawie) – polska artystka.

## Życiorys
Ukończyła studia w Akademii Sztuk Pięknych w Warszawie. Dyplom z wyróżnieniem otrzymała w 1977 roku w Pracowni prof. Jana Tarasina oraz Pracowni prof. Wojciecha Sadleya. Zajmowała się tkaniną unikatową i malarstwem sztalugowym. Była stypendystką The Pollock-Krasner Fundation w Nowym Jorku (1992) oraz Fundacji im. Stefana Batorego w Warszawie (1993). Była pierwszą w historii kobietą, która została dziekanem Wydziału Malarstwa na ASP w Warszawie w latach 2012-2016.

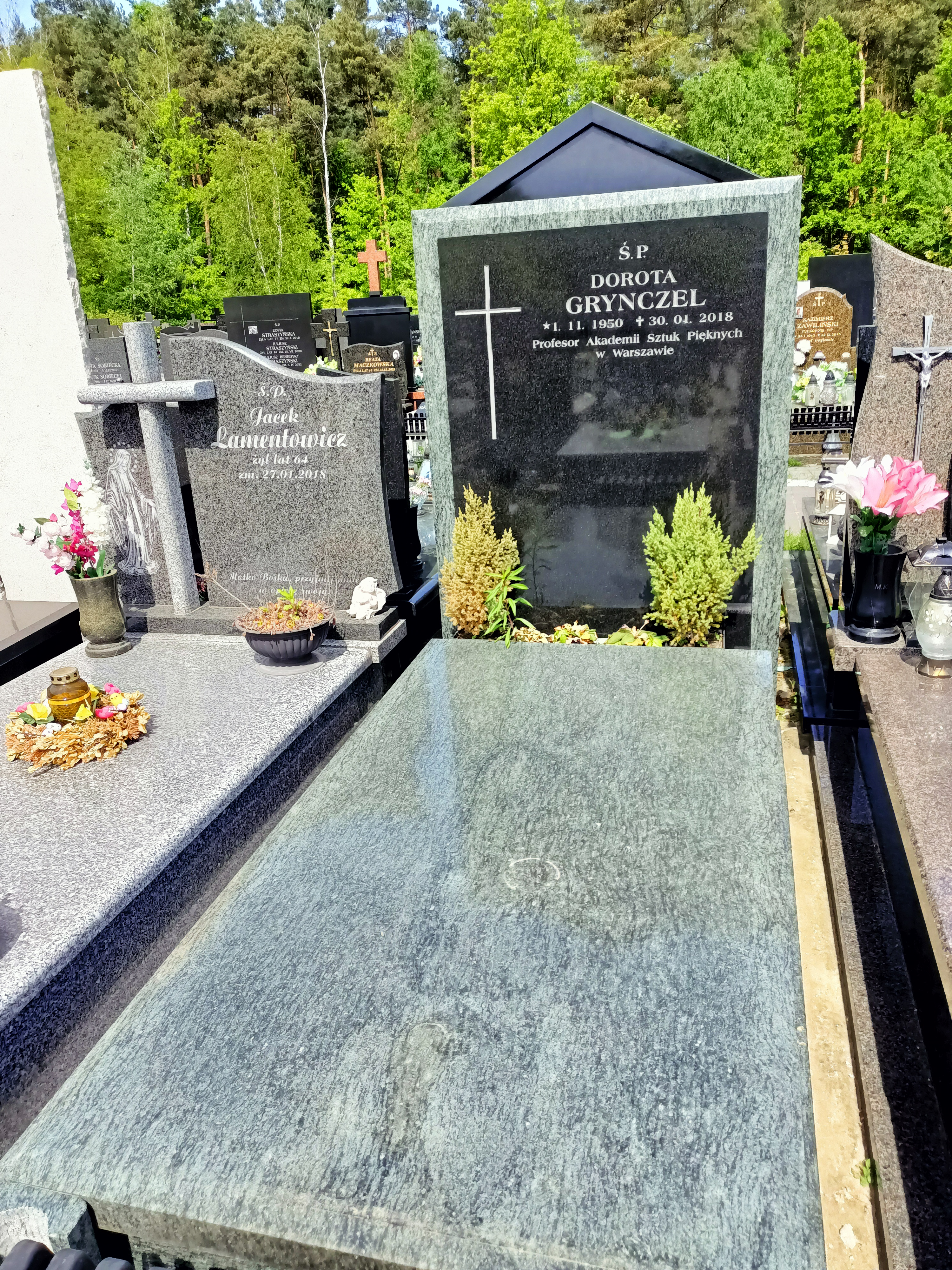
Grób Doroty Grynczel na Cmentarzu w Skolimowie

## Nagrody i wyróżnienia
- Nagroda Ministra Kultury i Sztuki (1976);
- Srebrny Klocek na 7. Międzynarodowym Biennale w Brukseli (1996);
- Brązowy Medal na 9. Międzynarodowym Triennale Tkaniny w Łodzi (1998);
- Wyróżnienie (2002) i II Nagroda (2005) na 4. i 5. Triennale Polskiego Rysunku w Lubaczowie;
- Brązowy Medal na 6. Międzynarodowym Biennale Tkaniny Z Lozanny do Pekinu w Zhenhzhou w Chinach (2010);
- Wyróżnienie oraz Nagroda ZPAP na 14. Międzynarodowym Triennale Tkaniny w Łodzi (2013).

## Wystawy indywidualne (wybór)
- 1981 - Galeria DAP, Warszawa;
- 1986 - Galeria Studio, Warszawa;
- 1987 - Muzeum Sztuki Współczesnej, Chełm;
- 1988, 1989, 1995 - Galeria Rzeźby, Warszawa;
- 1989 - Stadtisches Museum, Bad Oeynhausen, Niemcy;
- Stadtisches Museum, Herford, Niemcy;
- 1993 - Muzeum Sztuki Współczesnej, Radom;
- 1996 - Galeria Prezydencka, Warszawa;
- 1999 - ASP Łódź;
- 2000 - Muzeum Sztuki Współczesnej, Łódź;
- 2002 - Galeria Krytyków, Warszawa.